# Солт Појнт (Њујорк)
Солт Појнт (енгл. Salt Point) насељено је место без административног статуса у америчкој савезној држави Њујорк.

## Демографија
По попису из 2010. године број становника је 190.
| Група             | 2000.    | 2010.       |
| Белци             | 0 (0,0%) | 176 (92,6%) |
| Афроамериканци    | 0 (0,0%) | 6 (3,2%)    |
| Азијати           | 0 (0,0%) | 4 (2,1%)    |
| Хиспаноамериканци | 0 (0,0%) | 2 (1,1%)    |
| Укупно            | 0        | 190         |